# Kintamani (onderdistrict)
Kintamani is een plaats en onderdistrict op het Indonesische eiland Bali in de gelijknamige provincie. De plaats ligt ten westen van de actieve vulkaan Gunung Batur.